# بخش بارمر
بخش بارمر (به انگلیسی: Barmer district) یک منطقهٔ مسکونی در هند است که در Jodhpur division واقع شده‌است. بخش بارمر ۲۸٬۳۸۷ کیلومتر مربع مساحت و ۲٬۶۰۳٬۷۵۱ نفر جمعیت دارد.